# یانکو بوبتکو
یانکو بوبتکو (انگلیسی: Janko Bobetko؛ ۱۰ ژانویهٔ ۱۹۱۹ – ۲۹ آوریل ۲۰۰۳) یک ژنرال اهل کرواسی بود.وی از نوامبر ۱۹۹۲ تا ژوئیه ۱۹۹۵ رئیس ستاد کل ارتش کرواسی بود.
وی توسط دادگاه بین‌المللی کیفری یوگسلاوی سابق به جرم جنایت جنگی در جریان جنگ استقلال کرواسی متهم شد اما قبل از محاکمه درگذشت.